# كارا-هارداش

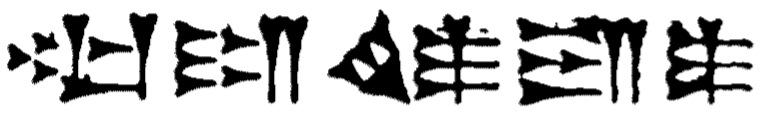
اسمه باللغة الأكدية

كان كارا-هارداش، ملكًا على بابل. تولى الحكم حوالي عام ١٣٣٣ قبل الميلاد. كان ابن الأميرة الآشورية موبليتات-شيروا (ابنة الملك آشور أوباليط الأول ) والملك البابلي بورنا بورياش الثاني . لم يدم حكمه طويلًا، إذ قُتل بعد توليه الملك بفترة وجيزة في ثورة ضد الآشوريين. انتقم جده الملك الآشوري آشور أوباليط الأول لمقتله. بعد إخماد الثورة وعزل المغتصب الذي عيّنه الكاشيون، عيّن اللآشوريون كوريغالزو ملكًا. لا تزال صلة هذا الأخير بالآشوريين غير واضحة. ومن غير المستبعد أن يكون ابن كارا-هارداش.
بعد وفاة والده، عُيِّن كارا-هاردش ملكًا على بابل. وخلال فترة حكمه القصيرة، خاض حربًا ضد السوتيانيين، وتمكّن أيضًا من إنجاز عدد من المشاريع العامة، بما في ذلك حفر الآبار وبناء حصن.